# Geher-Länderkampf der Frauen 1978 BR Deutschland – Frankreich
| 2. Leichtathletik-Länderkampf mit bundesdeutscher Beteiligung 1978 | 2. Leichtathletik-Länderkampf mit bundesdeutscher Beteiligung 1978 |
| ------------------------------------------------------------------ | ------------------------------------------------------------------ |
|                                                                    |                                                                    |
| Geher-Vergleich der Frauen: BR Deutschland – Frankreich            |                                                                    |
| Austragungsort                                                     | Bielefeld                                                          |
| Wettbewerbe                                                        | 1                                                                  |
| Datum                                                              | 15. Mai                                                            |
| 1. FRG 2. FRA                                                      | 12 Punkte 10 Punkte                                                |
| Chronik                                                            |                                                                    |
| ← FRG-FRA Geher (Männer)                                           | FRA-FRG-ITA-ESP-CSK00 Marathon (M) →                               |

Den zweiten Vergleich des Länderkampfjahres 1978 bestritten die Geherinnen, die am 15. Mai, dem zweiten Tag des Länderkampfs ihrer männlichen Kollegen, in Bielefeld gegen Frankreich antraten. Die erste Begegnung mit Frankreich hatten die bundesdeutschen Geherinnen im Vorjahr verloren.

## Modus
Auf dem Programm stand wie üblich ein Wettbewerb über 10.000 Meter, der auf der Bahn ausgetragen wurde. Jede Nation konnte vier Geherinnen stellen, von denen die drei Besten gewertet wurden. Die Punkte wurden wie folgt vergeben. 1. Platz: 7 Punkte / 2. Pl.: 5 P / 3. Pl.: 4 P / 4. Pl.: 3 P.

## Ergebnis
Es gab zwar einen französischen Sieg in der Einzelwertung. Doch dahinter platzierten sich alle drei gewerteten bundesdeutschen Geherinnen, sodass sich das deutsche Team mit zwölf zu zehn Punkten durchsetzte und damit den ersten Sieg einer bundesdeutschen Geherinnen-Vertretung überhaupt erlangte.

## Resultat

### 10.000 m Bahngehen
| Platz | Athletin             | Land | Zeit (min) |
| ----- | -------------------- | ---- | ---------- |
| 1     | Jacqueline Delassaux | FRA  | 24:53,7    |
| 2     | Heike Penner         | FRG  | 25:01,4    |
| 3     | Hannelore Klaus      | FRG  | 25:13,4    |
| 4     | Regine Broders       | FRG  | 25:17,8    |
| 5     | Claudine Gerald      | FRA  | 25:20,5    |
| 6     | Dominique Terraz     | FRA  | 25:45,8    |
| 7     | Monika Glöckler      | FRG  | 26:15,3    |
| 8     | Isabelle Seguin      | FRA  | 27:24,8    |